# Distretto di Lučenec
Il distretto di Lučenec (okres Lučenec) è un distretto della regione di Banská Bystrica, nella Slovacchia centro-meridionale.
Il distretto si trova nel Bacino della Slovacchia Meridionale, nell'ampia valle del fiume Ipeľ. Le due città, Lučenec e Fiľakovo comprendono circa il 54% della popolazione dell'interno distretto, mentre la rimanente porzione vive nei 55 villaggi circondanti le città.
Il distretto si sviluppa sulla strada E571 (Strada 50 nella numerazione slovacca), da Bratislava a Košice, e su una delle linee ferroviarie che collegano le due città. Esistono anche collegamenti ferroviari con Budapest attraverso Fiľakovo. C'è anche un piccolo aeroporto a Boľkovce.
Le principali industrie esistenti operano nel settore degli alimentari e dei materiali da costruzione.

## Geografia antropica
Il distretto è composto da 2 città e 55 comuni:

### Città
- Fiľakovo
- Lučenec

### Comuni
- Ábelová
- Belina
- Biskupice
- Boľkovce
- Budiná
- Bulhary
- Buzitka
- Čakanovce
- Čamovce
- Divín
- Dobroč
- Fiľakovské Kováče
- Gregorova Vieska
- Halič
- Holiša
- Jelšovec
- Kalonda
- Kotmanová
- Lehôtka

- Lentvora
- Lipovany
- Lovinobaňa
- Lupoč
- Ľuboreč
- Mašková
- Mikušovce
- Mučín
- Mýtna
- Nitra nad Ipľom
- Nové Hony
- Panické Dravce
- Píla
- Pinciná
- Pleš
- Podrečany
- Polichno
- Praha

- Prša
- Radzovce
- Rapovce
- Ratka
- Ružiná
- Stará Halič
- Šávoľ
- Šiatorská Bukovinka
- Šíd
- Šurice
- Tomášovce
- Točnica
- Trebeľovce
- Trenč
- Tuhár
- Veľká nad Ipľom
- Veľké Dravce
- Vidiná